# Paul Barbara
Paul F. Barbara, (1953–2010), là nhà khoa học người Mỹ, giáo sư ở Phân khoa hóa học và hóa sinh của Đại học Texas tại Austin.

## Cuộc đời và Sự nghiệp
Ông đậu bằng cử nhân năm 1974 ở Đại học Hofstra và đậu bằng tiến sĩ ở Đại học Brown năm 1978. Sau đó ông làm giáo sư hóa học ở Đại học Minnesota. Lãnh vực nghiên cứu sở trường của ông là cấu trúc phân tử, động lực học của các hệ thống hóa học phức tạp, các chất bán dẫn hữu cơ, các phản ứng chuyển proton và electron và electron thủy hợp (hydrated).
Năm 1998, ông chuyển sang làm giáo sư ở Phân khoa hóa học và hóa sinh của Đại học Texas tại Austin, đồng thời cũng làm giám đốc Trung tâm Nano, Khoa học Phân tử và Công nghệ học của Đại học Texas tại Austin và biên tập viên cấp cao của báo "Accounts of Chemical Research".

## Giải thưởng và Vinh dự
- Viện sĩ Viện Hàn lâm Khoa học quốc gia Hoa Kỳ từ 25.4.2006
- Giải Phổ học Edgar Bright Wilson của Hội Hóa học Hoa Kỳ tháng 9/2008.